# Бабадайханский этрап
Бабадайханский этрап (туркм. Babadaýhan etraby) — этрап в Ахалском велаяте Туркменистана. Административный центр — город Бабадайхан.

## История
Образован в феврале 1935 года как Кировский район Туркменской ССР с центром в посёлке городского типа Кировск. В ноябре 1939 года Кировский район отошёл к новообразованной Ашхабадской области.
В мае 1959 года район был передан в Марыйскую область. В январе 1963 года район был упразднён. В феврале 1975 года Кировский район был вновь образован в составе воссозданной Ашхабадской области.
В 1988 году Ашхабадская область вновь была упразднена, и район перешёл в прямое подчинение Туркменской ССР. 14 декабря 1992 года Кировский район был переименован в Бабадайханский этрап и вошёл в состав Ахалского велаята.
29 апреля 2016 года Кабинетом министров Туркменистана было принято решение о ликвидации Бабадайханского этрапа, территория которого была передана в состав Тедженского этрапа. 
Однако уже 5 января 2018 года постановлением Парламента Туркменистана Бабадайханский этрап был восстановлен, и в его состав из Тедженского этрапа были переданы город Бабадайхан; генгешлики Ак-Алтын, Аквекил, имени Алты Гарлыева, Гаравекил, Захмет, Тязеёл, Хасыл и Ярыгёкдже; сёла Гётин, Мамур и Чили генгешлика Селенгли.
Этим же постановлением Парламента Туркменистана в генгешлик Аквекил включено село Чили, в генгешлик Захмет — село Мамур, в генгешлик Тязеёл — село Гётин, а административному центру этрапа — посёлку городского типа Бабадайхан присвоен статус города.